# Un papillon sur l'épaule
Un papillon sur l'épaule is een Franse film van Jacques Deray die werd uitgebracht in 1978.
Het scenario is gebaseerd op de roman The Velvet Well (1946) van John Gearon.

## Verhaal
Roland Fériaud, een Franse zeeman, gaat voor een week aan wal in Barcelona. Zijn vrouw Sonia zal hem daar wat later opzoeken. Wanneer hij zijn hotelkamer wil betrekken hoort hij zacht gekreun uit de aanpalende kamer komen. Hij klopt aan en wanneer er geen reactie komt gaat hij binnen. Hij treft er een lijk aan en wordt dan neergeslagen. Twee dagen later wordt hij wakker in een psychiatrische kliniek. 
Hij vertelt de arts dat hij een nachtmerrie heeft gehad. Die legt hem uit dat zijn beeld van een vermoorde hotelgast een hallucinatie is die het gevolg is van zijn hoofdletsel. Fériaud wordt daarna ondervraagd over een koffertje waar hij geen weet van heeft. 
Na zijn ontslag heeft hij de indruk dat hij in de gaten wordt gehouden en zoals een rat geleid wordt in een vervreemdend labyrint dat hem doet twijfelen aan zijn eigen identiteit.

## Rolverdeling
| Acteur             | Personage                          |
| ------------------ | ---------------------------------- |
| Lino Ventura       | Roland Fériaud                     |
| Claudine Auger     | de vrouw in de regenjas            |
| Paul Crauchet      | Raphaël                            |
| Jean Bouise        | dokter Bravier                     |
| Nicole Garcia      | Sonia Fériaud, de vrouw van Roland |
| Roland Bertin      | de hoge ambtenaar                  |
| Xavier Depraz      | Miguel Carrabo                     |
| Dominique Lavanant | de jonge vrouw                     |
| Laura Betti        | mevrouw Carrabo                    |
| Jacques Maury      | Goma                               |